# Holle (geslacht)
Holle (ook: Van Beest Holle en: Du Ry van Beest Holle) is een van oorsprong Duits geslacht dat artsen, juristen, bestuurders en militairen voortbracht.

## Geschiedenis
De stamreeks begint met Johann Valentin Holle (1682-1757), bakker en brouwer te Zweibrücken. Zijn zoon Johannes Holle (1724-1787) werd chirurgijn en secretaris van Oostkapelle. Diens zoon Paulus (1758-1827) werd schout, secretaris, adjunct-maire en burgemeester van Oostkapelle (de Paulus Hollestraat is naar hem genoemd); hij trouwde in 1785 met Hendrica Pieternella van Beest (1766-1804). Uit dit huwelijk werden zeven kinderen geboren, vier zonen en drie dochters.
- Johannes Hermanus (1786-1862) was advocaat te Dordrecht, officier van justitie te Gorinchem en burgemeester van Wieldrecht. Hij nam als luitenant-kolonel deel aan de Tiendaagse Veldtocht en werd benoemd tot ridder in de Militaire Willems-Orde.
- Jacoba (1787-1839), trouwde in Dordrecht met drukker en reder Adolph Blussé van Oud-Alblas (1779-1846). Zij kregen vier kinderen waaronder Pieter Blussé van Oud-Alblas en Adolph Blussé
- Catharina (1788-1843)
- Izaac (1790-1848), nam de naam Van Beest Holle aan; hij trouwde in 1820 met Adelaïde Charlotte Sophie Du Ry (1797-1887), de dochter van generaal der cavalerie Gérard Du Ry (1749-1819). Een zoon van Izaak en Adelaide, Gerard van Beest Holle (1822-1886), kreeg in 1871 naamswijziging bij KB tot Du Rij van Beest Holle (ook: Du Ry) en werd zo de stamvader van de tak Du Ry van Beest Holle. Deze Gerard Du Rij van Beest Holle was resident in Indië[2]. Een van zijn dochters, Antoinette Adelaide (1855-1942) was in Indië getrouwd met Willem Jacob Geertsema (1845-1902), lid van de Tweede Kamer, grootvader van vice-premier Molly Geertsema[3].
- Hendrik (1792-1864) volgde in 1827 zijn vader Paulus op als burgemeester van Oostkapelle.
- Hendrika Pieternella (1800-1854)
- Pieter (1804-1845) was suikerraffinadeur te Amsterdam en te Koblenz, daarna koffieplanter te Bolang; diens zoon Karel Frederik Holle (1829-1896) was ondernemer in Nederlands-Indië en publicist[4].

Een genealogie van de familie werd in 1916 opgenomen in het genealogische naslagwerk Nederland's Patriciaat; een nieuwe genealogie werd geplaatst in 1971.

## Enkele telgen
- Karel Frederik Holle (1829-1896), taalkundige en ondernemer
- Gérard Du Ry van Beest Holle (1907-1986), eigenaar van uitgeverij de:Holle Verlag in Baden-Baden
- Carel Jan Du Ry van Beest Holle (1930-2013), kunsthistoricus, directeur van het Historisch Museum Rotterdam en Suid-Afrikaanse Nasionale Kunsmuseum (Kaapstad)
- Laura Du Ry van Beest Holle (1992), voetballer

## Heren van de thee
Pieter Holle (1804-1845) was getrouwd met Alexandrine Albertine van der Hucht (1802-1878), zij was een zus van Anna Jacoba van der Hucht, die gehuwd was met Johannes Kerkhoven. De lotgevallen van hun nakomeling Rudolf Kerkhoven en zijn echtgenote worden beschreven in de roman van Hella Haasse "Heren van de thee". In deze roman figureren ook enige leden van het geslacht Holle.
Geslachten die opgenomen zijn in het sinds 1910 verschijnende genealogische naslagwerk Nederland's Patriciaat. Lijst volgens opgave van het CBG Centrum voor familiegeschiedenis.
A · B · C · D · E · F · G · H · I · J · K · L · M · N · O · P · Q · R · S · T · U · V · W · Y · Z